# Zinovie Siderski
Zinovie Osipovici Siderski (în rusă Зиновий Осипович Сидерский) (n. 16/28 decembrie 1897, Kovno, Lituania – d. 22 august 1938) a fost un politician sovietic, care a îndeplinit funcția de Prim-secretar al Comitetului Regional Moldova al Partidului Comunist din Ucraina (1935-1937).

## Biografie
Zinovie Siderski s-a născut la data de 16/28 decembrie 1897, în orașul Kovno (astăzi Kaunas) din Lituania. În anul 1917 a absolvit Liceul Tehnic din Romny (Ucraina). Între anii 1917-1918, în calitate de membru al Partidului Socialist, a participat la Revoluția bolșevică din Rusia. În octombrie 1918 a devenit membru al Partidului Comunist Bolșevic.
A îndeplinit apoi funcții de conducere în cadrul Comitetului Central al Partidului Comunist din Ucraina: secretar al Comitetului raional Romny (1918-1919), secretar al Comitetului raional Pryluky (1921-1922), șef al Direcției de instruire politică din Poltava (1922-1924), șef al Direcției de instruire politică din Cernigov (1924-1925) și secretar executiv al Comitetului raional Novhorod-Siverskyi (1925-1927).
În anul 1927 este numit în funcția de locțiitor al directorului Cinematografiei din Ucraina, lucrând apoi ca activist politic în orașele Kherson, Odessa și Harkov și ulterior ca șef de secție în cadrul CC al PC din Ucraina. Zinovie Siderski a îndeplinit în perioada 28 august 1935 - aprilie 1937 funcția de prim-secretar al Comitetului Regional Moldova al Partidului Comunist din Ucraina.
În aprilie 1937 a fost numit șef de secție în Comitetul Central al Partidului Comunist din Ucraina. De asemenea, a fost membru al CC al PC din Ucraina și membru în Biroul organizatoric al aceluiași partid (3 iunie 1937 - 27 ianuarie 1938). Până în noiembrie 1937 a fost locțiitor al comisarului poporului pentru agricultură din RSS Ucraineană.
Zinovie Siderski a fost arestat de către NKVD la 26 noiembrie 1937, fiind executat prin împușcare la data de 22 august 1938, la vârsta de numai 41 ani.